# GAZ-M20 Pobeda
O GAZ-M20 "Pobeda" (em russo:  ГАЗ-М20 Победа; победа significa vitória) foi um automóvel de passeio produzido na União Soviética pela GAZ de 1946 a 1958. Também foi licenciado para a Fabryka Samochodów Osobowych (Fábrica de Carros de Passeio) polonesa e produzido lá como o FSO Warszawa.

## História
Os primeiros esboços de carros de aparência semelhante foram concluídos por Valentin Brodsky em 1938 e por Vladimir Aryamov em 1940, o que revelou uma tendência crescente para o design de carros aerodinâmicos na União Soviética. O cupê de duas portas GAZ-11-80 de Aryamov, projetado em 1940, lembrava muito o Pobeda posterior e era idêntico a ele em muitos aspectos. No entanto, após a invasão alemã de 1941, as prioridades militares atrasaram o trabalho no novo carro e a fábrica mudou para a produção militar. O primeiro Pobeda foi desenvolvido na União Soviética sob o comando do engenheiro-chefe Andrei A. Liphart. Originalmente planejado para ser chamado de "Rodina" (Pátria), o nome "Pobeda" (Vitória) era um backup, mas foi preferido por Josef Stalin. "Quanto custa a pátria?" - ele perguntou. O nome também foi escolhido porque as obras começaram em 1943 em Gorky Avto Zavod (GAZ), quando a vitória na Segunda Guerra Mundial começou a parecer provável, e o carro seria um modelo para o pós-guerra. A planta foi posteriormente fortemente bombardeada, mas o trabalho não foi afetado. O estilo foi feito pelo "imaginativo e talentoso Veniamin Samoilov".
O GAZ-M20 Pobeda foi um dos primeiros carros soviéticos de design original e, além disso, na linha de frente de uma nova moda no design automotivo; apenas a suspensão dianteira e, parcialmente, a carroceria unificada foram influenciadas pelo Opel Kapitän de 1938 (a escolha do carro pode ter sido influenciada pela aquisição do ferramental da fábrica da Opel em Rüsselsheim como parte do pacote de reparações de guerra para o lado soviético, que também levou à criação do Moskvitch 400/420). O primeiro protótipo ficou pronto em 6 de novembro de 1944 (para o aniversário da Revolução de Outubro). Uma série de peças, como a caixa de câmbio e a transmissão do Pobeda (especialmente os primeiros modelos), foram trazidas do GAZ-M1 baseado no Ford Model B e do GAZ 11-73 modernizado. O primeiro modelo foi produzido em 21 de junho de 1946. Foi também o primeiro automóvel soviético a ter indicadores de direção, dois limpadores de pára-brisa elétricos (em vez dos mecânicos ou a vácuo), freios hidráulicos nas quatro rodas, um aquecedor elétrico e um rádio AM instalado de fábrica. O carro tornou-se um símbolo da vida soviética do pós-guerra e hoje é um popular item de colecionador.

## Design e exportação
Durante o processo de design, a GAZ teve que escolher entre um seis em linha de 62 cv e 2.700 cc e um quatro em linha de 50 cv e 2.112 cc; Stalin preferiu o quatro, por isso foi usado. O mesmo motor do M-20 foi usado posteriormente no canhão de assalto leve ASU-57. Além disso, os faróis eram cobertos por uma patente americana.
A produção começou em 1946, apenas um ano após o fim da guerra mundial, e foi difícil devido às graves dificuldades econômicas e técnicas causadas pela guerra; no final de 1946, apenas vinte e três carros foram concluídos, praticamente à mão. A verdadeira produção em massa teve de esperar até 28 de abril de 1947 e, mesmo assim, apenas 700 foram produzidos antes de outubro de 1948. Durante esse período, a União Soviética não conseguiu produzir chapas de aço suficientemente grandes para os painéis da carroceria, pelo que as tiras tiveram de ser soldadas entre si, o que levou a inúmeros vazamentos e 20 kg de solda na carroceria, além de um aumento de peso de 200 kg. A qualidade do aço estava abaixo da média, até 60% foi rejeitado e a qualidade geral dos primeiros carros era tão baixa que a produção foi interrompida por ordem do governo e o diretor da empresa foi demitido. Em 31 de agosto de 1948, o governo emitiu um decreto exigindo a melhoria imediata da qualidade e testes completos dos novos automóveis. Os carros e suas partes integrantes foram submetidos a testes detalhados em laboratório e na estrada, as opiniões dos motoristas dos carros foram cuidadosamente estudadas e levadas em consideração.
Após uma reorganização, resolvendo os problemas iniciais de qualidade de produção, fazendo 346 melhorias e acrescentando duas mil novas ferramentas, o Pobeda voltou à produção. Ele tinha um novo carburador, relação de transmissão final diferente (5,125:1 em vez de 4,7:1), molas traseiras reforçadas, aquecedor aprimorado e capacidade de funcionar com combustível de baixo teor de 66 octanas, típico da União Soviética. (Entre as mudanças estava um banco traseiro 5 cm mais baixo, permitindo que militares e policiais andassem sem tirar o quepe). As melhorias permitiram ao novo Pobeda atingir 50 km/h em 12 segundos, metade do tempo do modelo anterior. Em janeiro de 1949, a comissão estadual emitiu um relatório após testar o novo modelo e suas peças, onde notou a melhoria significativa da qualidade de construção, robustez e durabilidade do carro, bom consumo de combustível e desempenho em estrada, especialmente em estradas ruins.
O Pobeda melhorado entrou em produção em 1º de novembro de 1949, e as técnicas necessárias para desenvolvê-lo e fabricá-lo criaram efetivamente a indústria automobilística soviética. Em 1952, o fluxo de ar melhorado no motor aumentou a potência de 50 cv para 52 cv; subiu para 55 cv, junto com a nova grade, estofamento, volante, rádio e emblema do radiador, como o M20V (russo: М-20В), 1955.

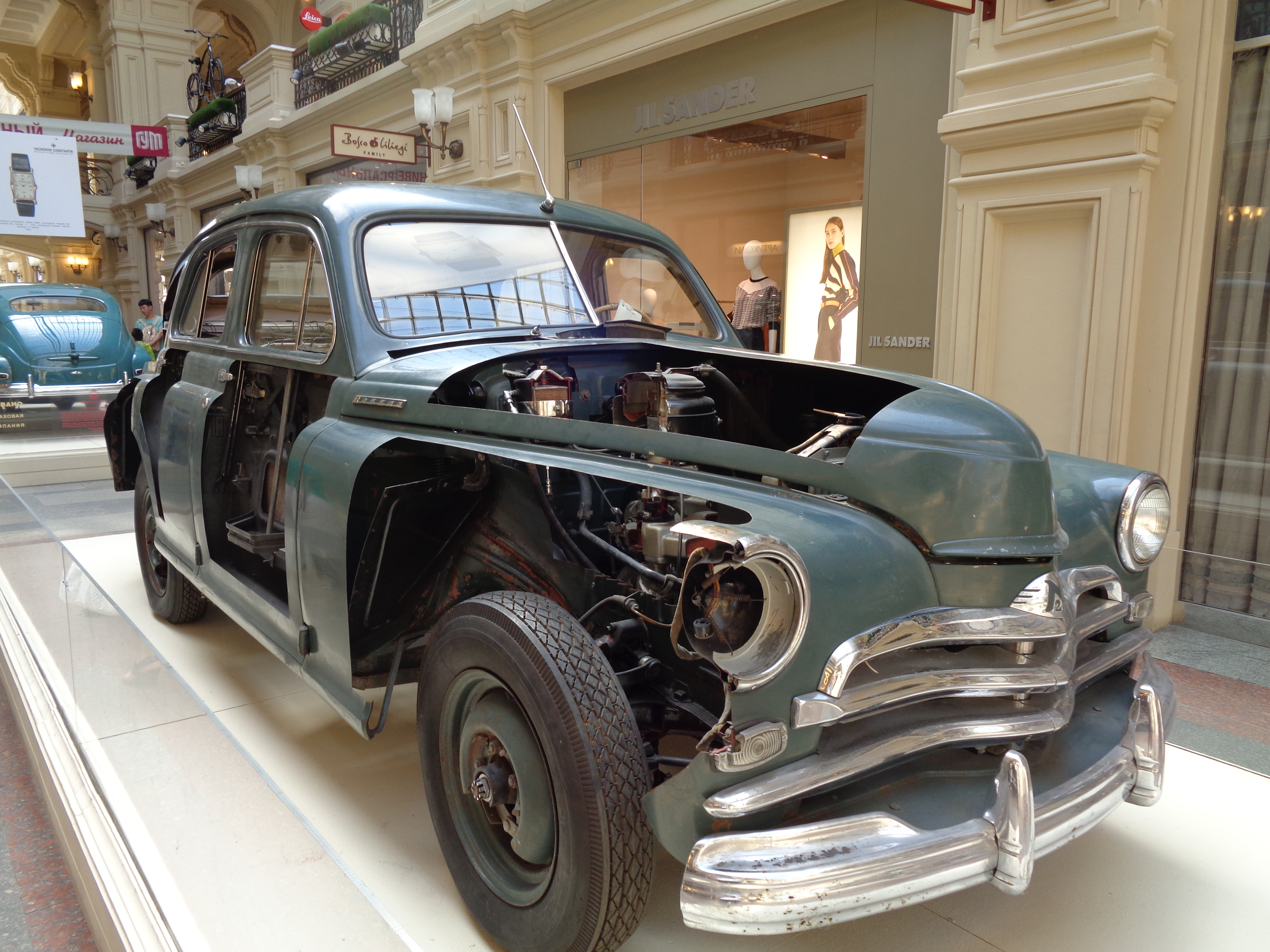
O layout do carro GAZ-M20

### Versões
- Versões de estoque:
  - 1946-1948 – primeiros GAZ-M-20.

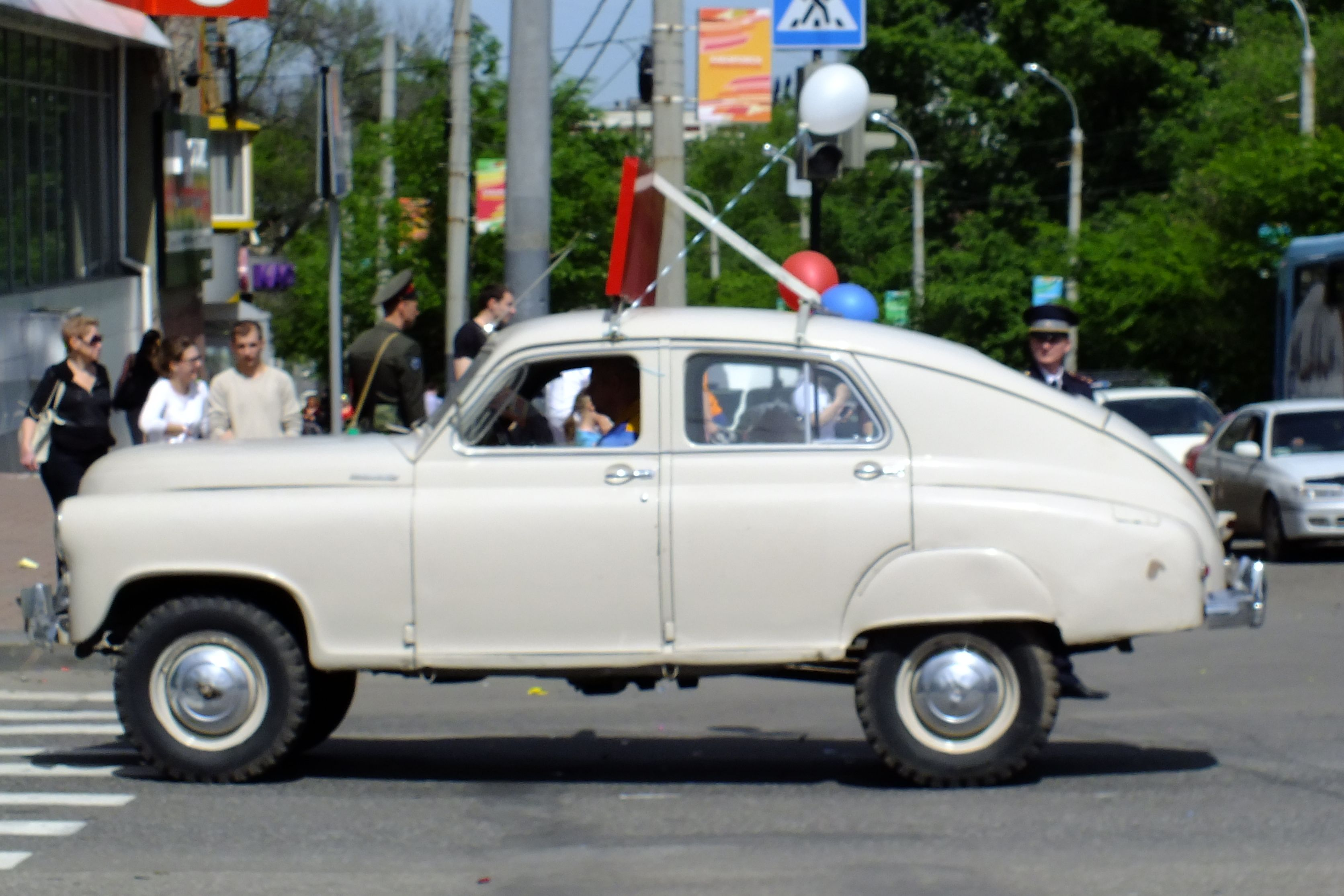
O GAZ M-72 foi o primeiro monocoque com tração nas quatro rodas produzido em série no mundo (1955).

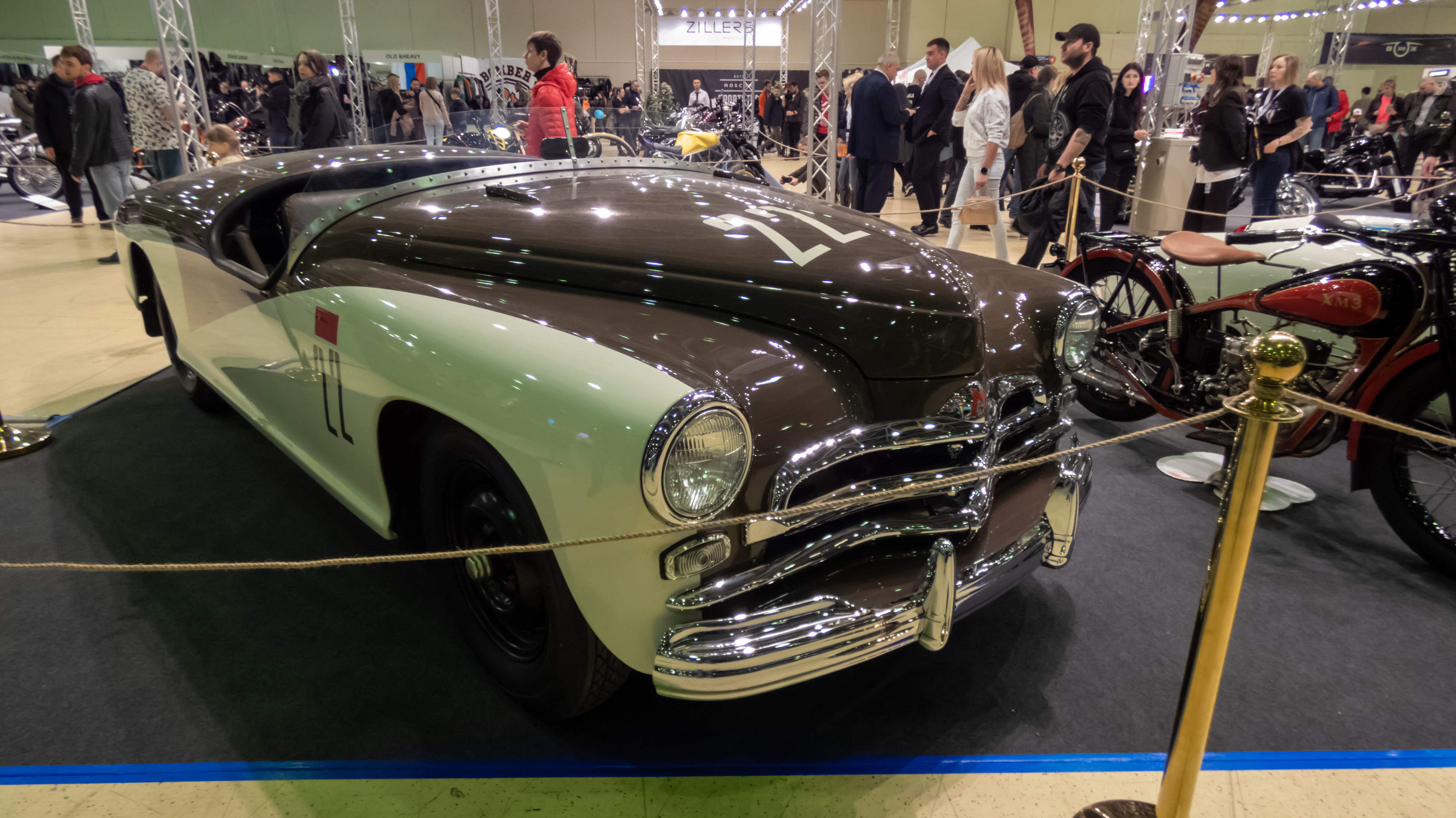
«Pobeda-sport»

  - 1948-1954 – carros melhorados e produzidos em massa com molas de lâmina, termostatos e engrenagens manuais modernizados; aquecedores, bombas d'água e relógios mecânicos foram adicionados aos carros desta geração.
  - 1955-1958 – GAZ-20V equipado com um novo motor de 52 cv e rádio.
- Outras versões:
  - Um protótipo de sedã de 4 portas, o Pobeda-NAMI, foi projetado pela NAMI em 1948 como substituto do M-20. Embora grande parte do carro fosse idêntica à versão de produção, a diferença estava no interior. O banco dianteiro foi substituído por assentos anatômicos e o tamanho menor dos bancos dianteiros permitiu que o banco traseiro e a parede do porta-malas fossem movidos para frente, aumentando o espaço do porta-malas. O modelo não entrou em produção porque o redesenho do carro de produção demoraria muito e também a forma do carro era menos reconhecível em comparação com a versão de produção. A GAZ não produziu um sedã até o Volga em 1956.
  - Um protótipo de veículo com cabine sobre motor (controle avançado, COE), o GAZ-013, foi baseado no Pobeda, mas não foi produzido.[12]
  - Uma caixa de câmbio sincronizada com deslocamento de coluna apareceu em 1950, substituindo a "caixa de colisão" com deslocamento de piso.[10] Em 1949 estreou um conversível (sem designação separada, sobrevivendo até 1953), e um táxi M-20A, com interior mais barato (primeiro modelo de táxi regular em Moscou); alguns dos conversíveis também foram usados como táxis.[13]
  - Em 1949-53, 14.222 M-20 foram produzidos com carroceria conversível de 4 portas (do tipo 'semiconversível'), mas as vendas foram fracas e a GAZ nunca mais voltou à ideia de produzir um conversível em massa. A única razão para criar um conversível, menos prático no clima soviético, foi a baixa capacidade de produção de chapas metálicas, devido aos danos da guerra.[13]
  - Em 1955, apareceu o primeiro confortável veículo monocoque com tração nas quatro rodas produzido em massa, o GAZ-M72, com um sistema de tração nas quatro rodas adaptado do contemporâneo GAZ-69 soviético.[11][14][15] Foi ideia de Vitaly Grachev, assistente do engenheiro-chefe do GAZ-69, Grigory Moiseevich Wasserman.[11] Ele usava uma transmissão Pobeda padrão, acoplada ao eixo dianteiro GAZ-69, suspensão de molas e caixa de transferência, com um eixo traseiro totalmente novo (usado em nenhum outro veículo, uma raridade na produção de automóveis soviética).[11] A carroceria teve quatorze painéis adicionados para fortalecer o piso, a moldura, as portas e o teto.[11] O acabamento e o interior eram iguais aos do M20 e, ao todo, 4.677 foram produzidos até o final da produção em 1958.[11]
  - Uma edição limitada M20G para a KGB (número desconhecido, mas muito pequeno), movida por um motor de seis cilindros em linha de 3.485 cc (do GAZ M12 ZIM), também foi produzida, dando ao Pobeda uma velocidade máxima supostamente de 140 km/h, e 0– O tempo de 97 km/h caiu para 16 segundos em relação aos 34 do modelo original; o manuseio foi comprometido pelo peso extra frontal.[11] Também conhecido como GAZ-26.

A produção total do Pobeda foi de 235.999, incluindo 37.492 táxis e 14.222 conversíveis. Um grande número de carros foi usado por organizações governamentais e empresas estatais, incluindo parques de táxis (não havia táxis privados na URSS). Apesar do preço de 16.000 rublos, com salário médio de 800 rublos, o Pobeda estava disponível para compra para cidadãos comuns e, entre 1954 e 1955, a demanda por carros na URSS começou a exceder a produção e surgiram longas filas para comprar um carro. O Pobeda proporcionou a primeira oportunidade séria para a indústria automobilística soviética exportar carros, e "os motoristas ocidentais descobriram que era quase indestrutível".
O Pobeda foi substituído pelo GAZ M21 Volga.

## Exportação
O carro foi uma exportação bem-sucedida para a URSS, e o projeto foi licenciado para a fábrica polonesa FSO em Varsóvia, onde foi construído como FSO Warszawa começando em 1951, continuando até 1973. Alguns foram relatados como tendo foram montados em Pyongyang, Coreia do Norte, embora pareça ter sido uma farsa. Um exemplo foi mostrado na China como o Yuejin CN-750, mas nunca entrou em produção e era provavelmente um carro de fabricação russa.

## Detalhes técnicos
Pesando 1.460 kg, o Pobeda tem um motor de quatro cilindros em linha com válvula lateral de 2,1 litros, derivado do projeto de seis cilindros de cabeça chata da Chrysler. Produzia 50 cv e atingia uma velocidade máxima de 105 km/h.

## Galeria

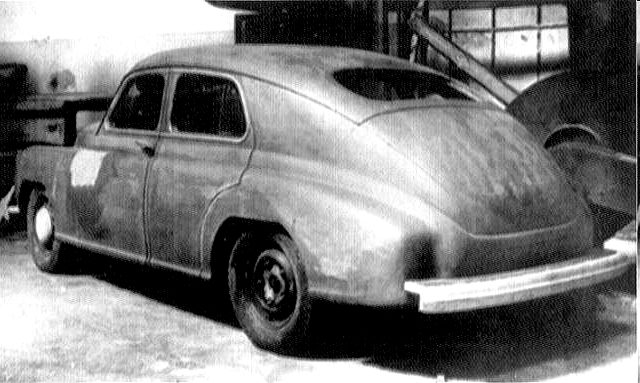
Modelo de argila, 1943-1944
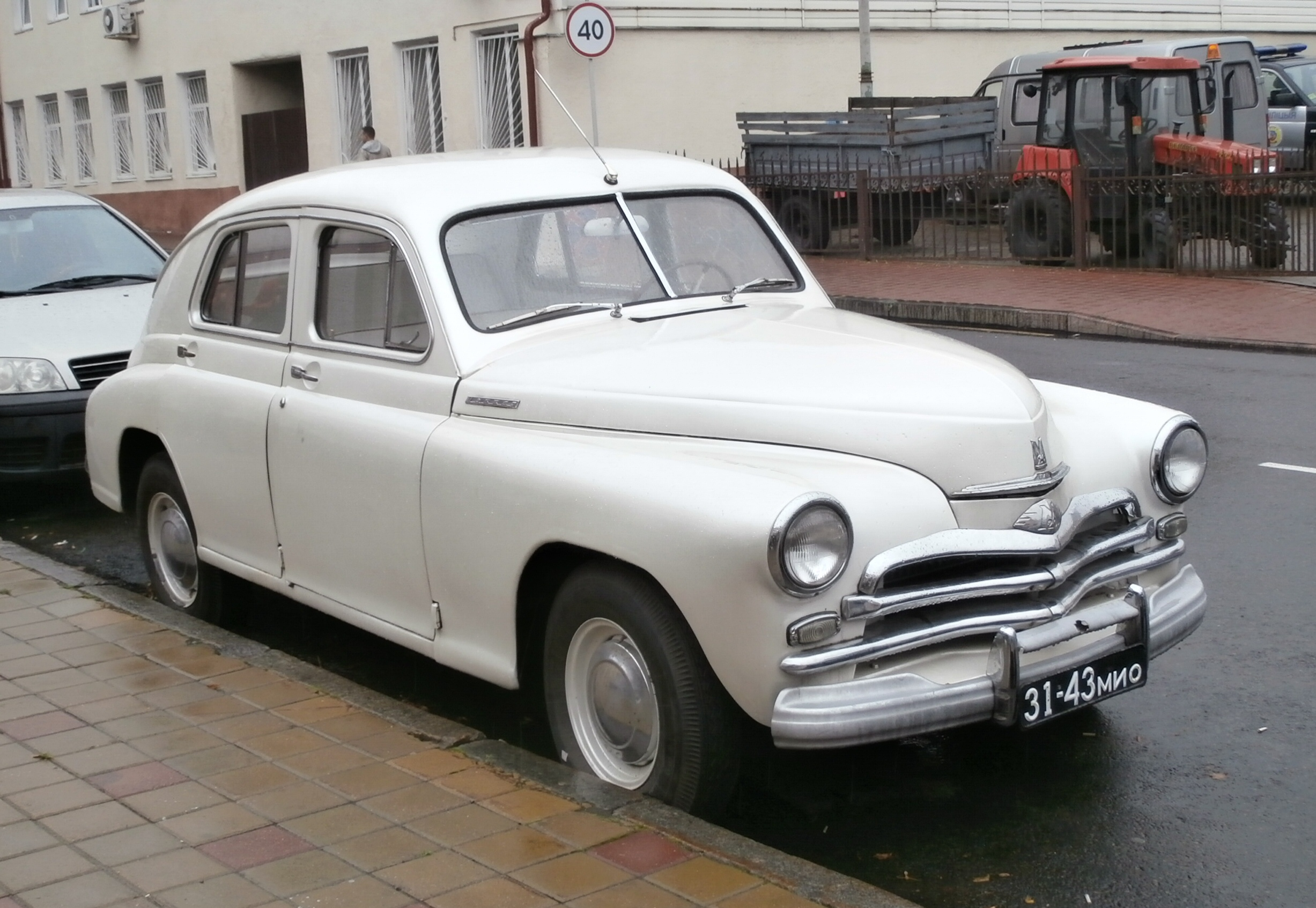
GAZ M20 (1948-1955)
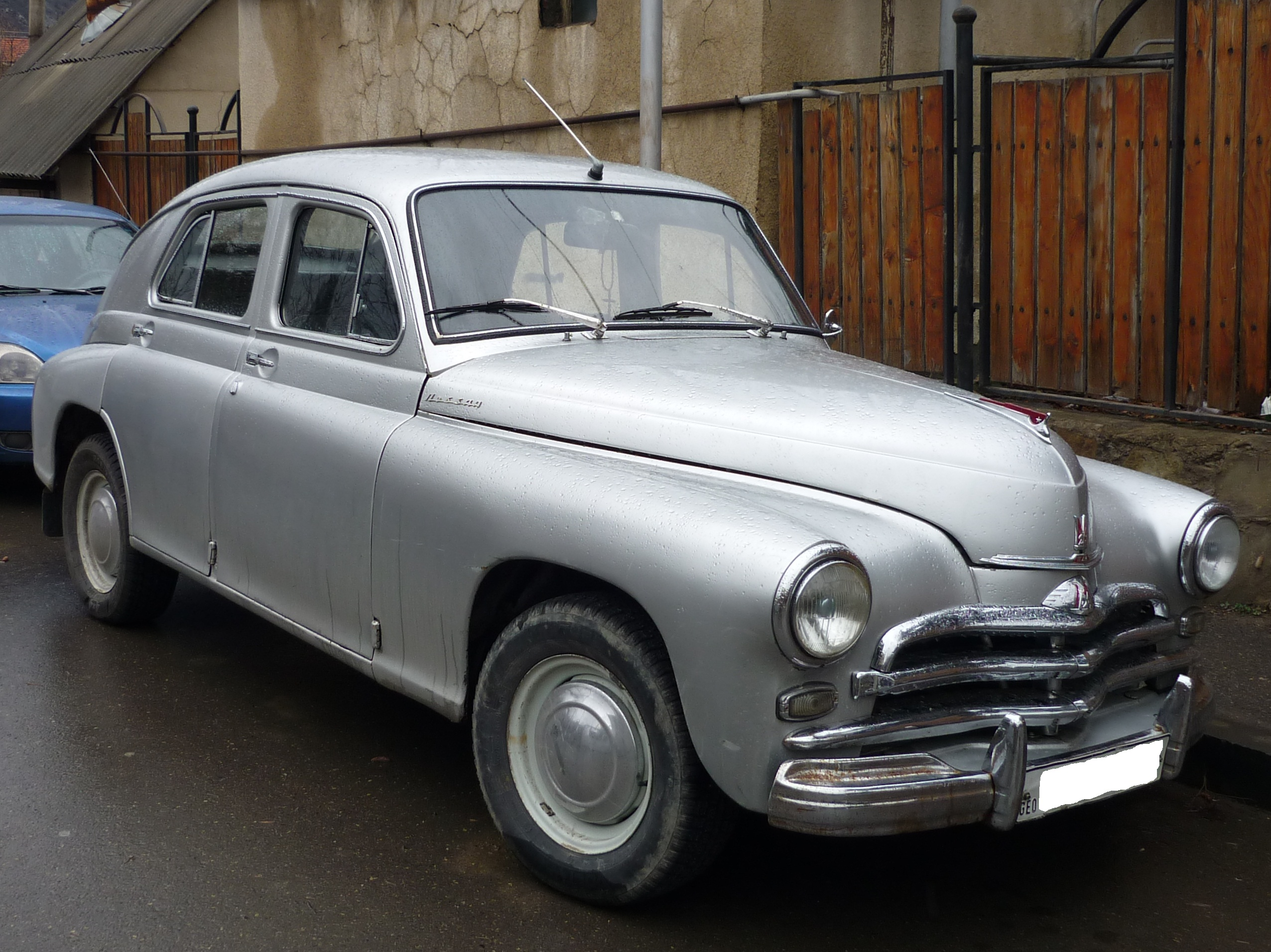
GAZ-M20V (1955-1958)
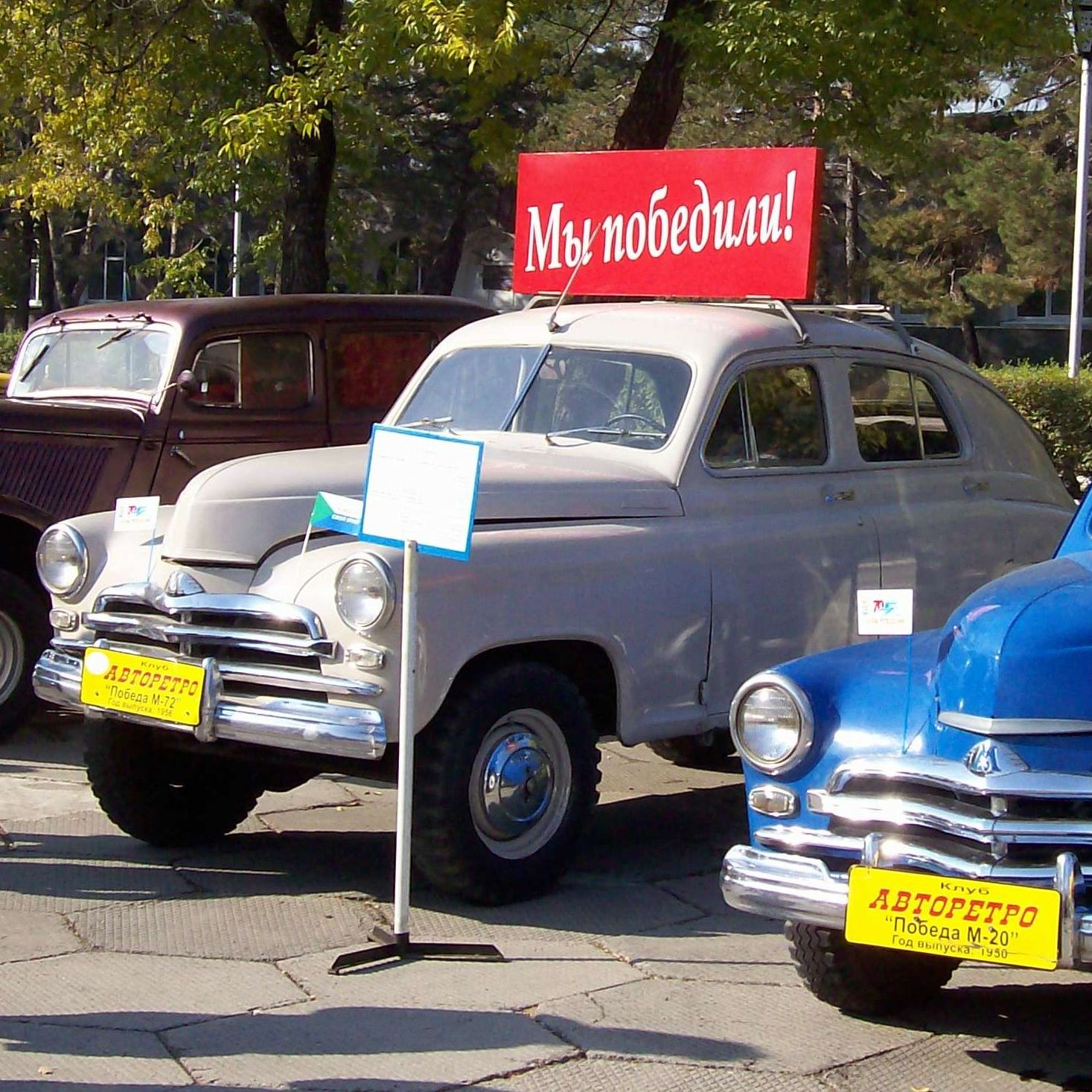
GAZ-M72 (1955-1958)
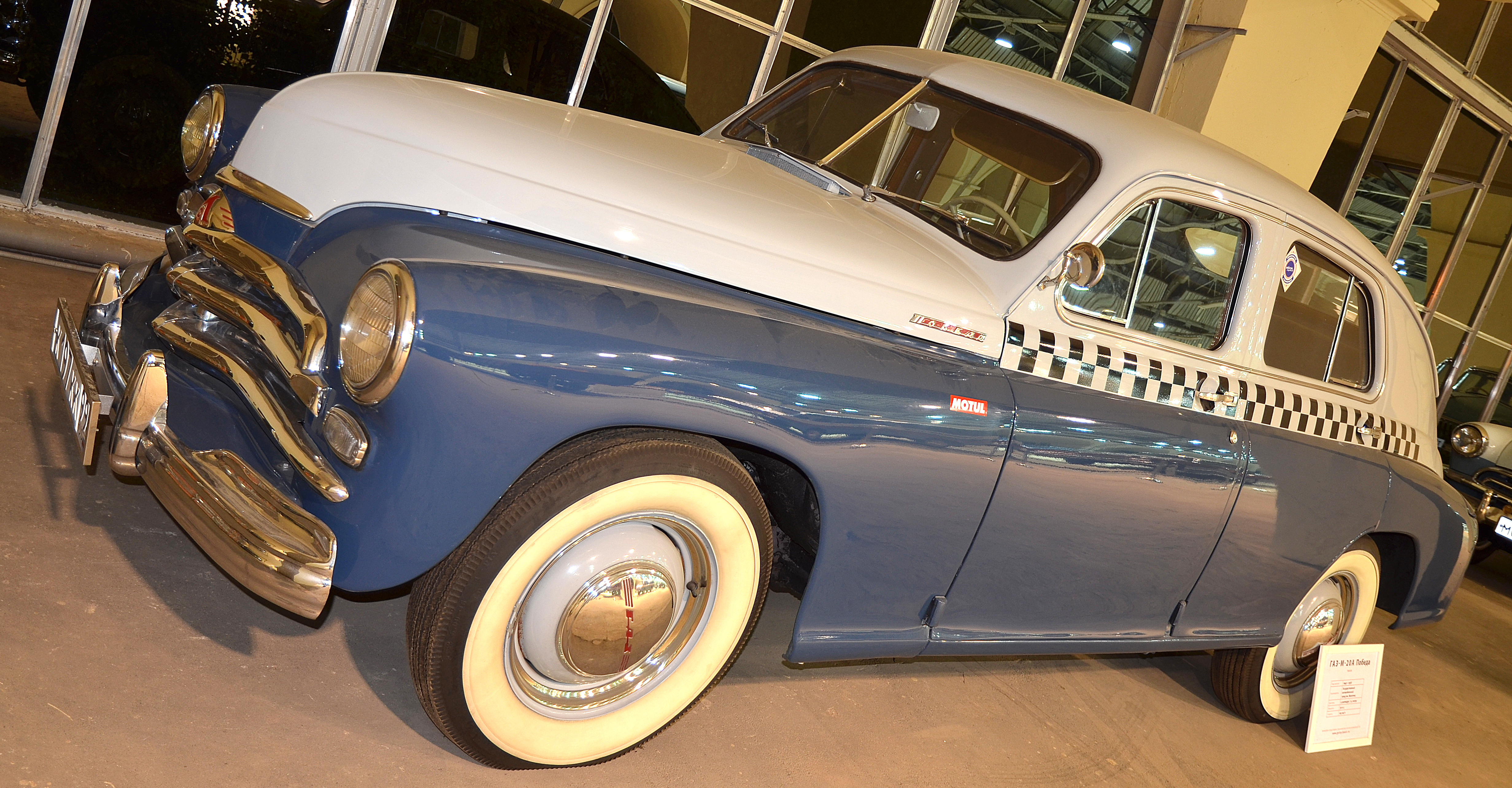
Táxi GAZ-M20A
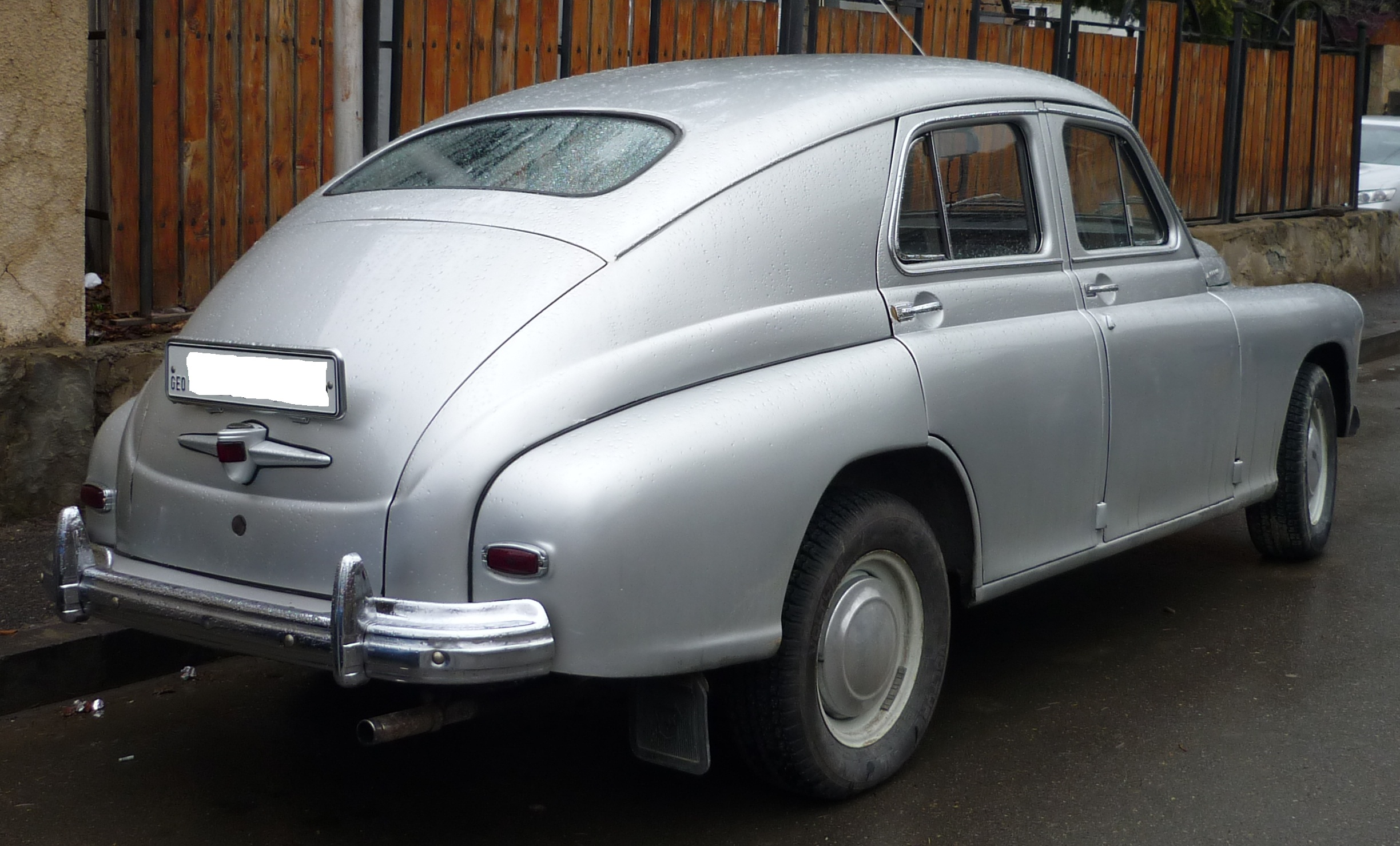
Traseira do GAZ-M20V